# Elsengraben (Marzahn-Hohenschönhauser Grenzgraben)
Der Elsengraben (Ausspracheⓘ) ist ein Wassersammelgraben im Berliner Bezirk Lichtenberg. Er besitzt eine Gesamtlänge von etwa 2,5 Kilometern und durchquert die Ortsteile Wartenberg und Alt-Hohenschönhausen.

## Verlauf
Der Wassergraben beginnt in einem Quellwiesenbereich des Ortsteils Lichtenberg in Höhe der Wartenberger Straße und dem Bahndammbereich im Kietzer Weg. Danach verläuft er östlich parallel zur Josef-Höhn-Straße, zur Marzahner Straße und zur Wassergrundstraße südwärts. Er endet im Papenpfuhlbecken, das sich in einer Krümmung der Gleisanlagen zwischen Landsberger Allee und Bürknersfelder Straße befindet. Das Becken wird durch den Marzahn-Hohenschönhauser Grenzgraben in Richtung Rummelsburger See entwässert. In seinem Verlauf wird der Elsengraben von einigen Brücken überspannt, zu denen ein kleines Bauwerk der Gottliebstraße, der Christiansteg zwischen Edgarstraße und Josef-Höhn-Straße und die Brücke an der Mündung in das Becken zählen. An anderen Stellen wird der Elsengraben durch Rohre unter den Straßen hindurchgeleitet, beispielsweise unter der Gehrenseestraße, der Bennostraße und der ostwärtigen Fortsetzung der Bürknersfelder Straße. Bereits Mitte des 20. Jahrhunderts ist auf Berliner Stadtplänen ein Wassergraben eingetragen, jedoch trägt er keinen Namen. Er beginnt nördlich in Kleingärten/Siedlung Mühlengrund. Ein Sammelbecken ist dagegen noch nicht vorhanden. Das Ende befindet sich an der Ferdinand-Schulze-Straße, vermutlich wurde der Rest verrohrt.